# Lehnert
Lehnert ein deutscher Familienname.

## Namensträger
- Adolf Lehnert (1862–1948), deutscher Bildhauer
- Alfons Lehnert (1928–2022), deutscher Sportwissenschaftler und Hochschullehrer
- Aloys Lehnert (1888–1976), deutscher Gymnasiallehrer und saarländischer Landesgeschichtler
- Charly Lehnert (1938–2025), deutscher Schriftsteller, Verleger, Redakteur und Designer
- Christa Lehnert (1934–2022), deutsche Kammersängerin
- Christian Lehnert (* 1969), deutscher Lyriker
- Christl Schmidt-Lehnert (* 1940), deutsche Ruderin
- Detlef Lehnert (* 1955), deutscher Politologe
- Eberhard Lehnert (* 1956), deutscher Politiker (CDU, DVU), MdL
- Edwin Lehnert (1884–1968), deutsch-schwedischer Tierarzt und Bakteriologe
- Erik Lehnert (* 1975), deutscher Publizist
- Esther Lehnert (* 1966), deutsche Pädagogin und Hochschullehrerin
- Georg Hermann Lehnert (1862–1937), Hochschullehrer und aktiver Förderer des Kunstgewerbes im Deutschen Reich
- Gerhard Lehnert (1930–2010), deutscher Mediziner
- Gustav Adolf Lehnert (1896–1976), deutscher Beamter, Leiter der Kriminalpolizei im Regierungsbezirk Düsseldorf
- Hans Lehnert (Jurist) (1899–1942), deutscher Jurist und Widerstandskämpfer
- Hans Lehnert (Politiker, 1905) (1905–1959), deutscher Politiker (SPD), Mitglied der Stadtverordnetenversammlung von Groß-Berlin
- Hans Lehnert (Politiker, 1941) (* 1941), deutscher Politiker (SPD), MdL Niedersachsen
- Hans Otto Lehnert (1937–2012), deutscher Kunstschmied, Bildhauer und Metallgestalter
- Hendrik Lehnert (* 1954), deutscher Internist
- Herbert Lehnert (1925–2024), deutsch-amerikanischer Literaturwissenschaftler
- Hermann Lehnert (1808–1871), preußischer Jurist und Ministerialbeamter
- Helmut Lehnert (* 1950), deutscher Hörfunkjournalist
- Hildegard Lehnert (1857–1943), deutsche Malerin, Fotografin, Autorin und Schulleiterin
- Johann Heinrich Lehnert (1782–1848), Theologe und Schriftsteller
- Joseph von Lehnert (1841–1896), österreichischer Konteradmiral
- Julius Lehnert (1871–1962), österreichischer Dirigent
- Jürgen Lehnert (* 1954), deutscher Kanute
- Katharina Lehnert (* 1994), deutsch-philippinische Tennisspielerin
- Luis Lehnert (* 2000), deutscher Nordischer Kombinierer
- Mark Lehnert (* 1969), deutscher Chirurg
- Martin Lehnert (Anglist) (1910–1992), deutscher Anglist, Mediävist und Shakespeare-Experte
- Martin Lehnert (Maler) (1919–2012), deutscher Maler und Grafiker
- Martin Lehnert (Sinologe) (* 1968), deutscher Sinologe
- Pascalina Lehnert (1894–1983) als Josephine Lehnert, deutsche Nonne und Hausdame von Pius XII.
- Peter Lehnert (* 1962), deutscher Politiker (CDU)
- Rajmund Lehnert (* 1965), deutscher Radrennfahrer
- Rolf Lehnert (* 1930), deutscher Publizist und Chefredakteur der Berliner Zeitung
- Rudolf Lehnert (Maler) (1893–1932), österreichischer Maler der Neuen Sachlichkeit
- Rudolf Franz Lehnert (1878–1948), deutsch-tschechischer Fotograf
- Saskia Lehnert (* 1993), deutsche Fußballspielerin
- Theodor Lehnert (1828–1910), deutscher Architekt und Baumeister
- Tilmann Lehnert (1941–2020), deutscher Schriftsteller
- Ute Lehnert (1938–2018), deutsche Malerin
- Uwe Lehnert (* 1935), deutscher Informatiker und Autor
- Volker Lehnert (* 1956), deutscher Künstler und Hochschullehrer
- Wolfgang Lehnert (* 1932), deutscher Ingenieur und Hochschullehrer